# Arboretum de Balaine
 (décembre 2016).
Si vous disposez d'ouvrages ou d'articles de référence ou si vous connaissez des sites web de qualité traitant du thème abordé ici, merci de compléter l'article en donnant les références utiles à sa vérifiabilité et en les liant à la section « Notes et références ».
L'arboretum de Balaine est un parc botanique et floral privé de 20 hectares, situé sur la commune de Villeneuve-sur-Allier (Allier). Il associe l’architecture des jardins à l’anglaise du XIXe aux collections d’essences exotiques. Créé en 1804 par Aglaé Adanson, fille du botaniste Michel Adanson, il est le plus ancien arboretum privé de France et est toujours resté dans la même famille. Classé Jardin remarquable et Monument historique, le parc abrite 3500 espèces et variétés de plantes depuis 200 ans.

## Description

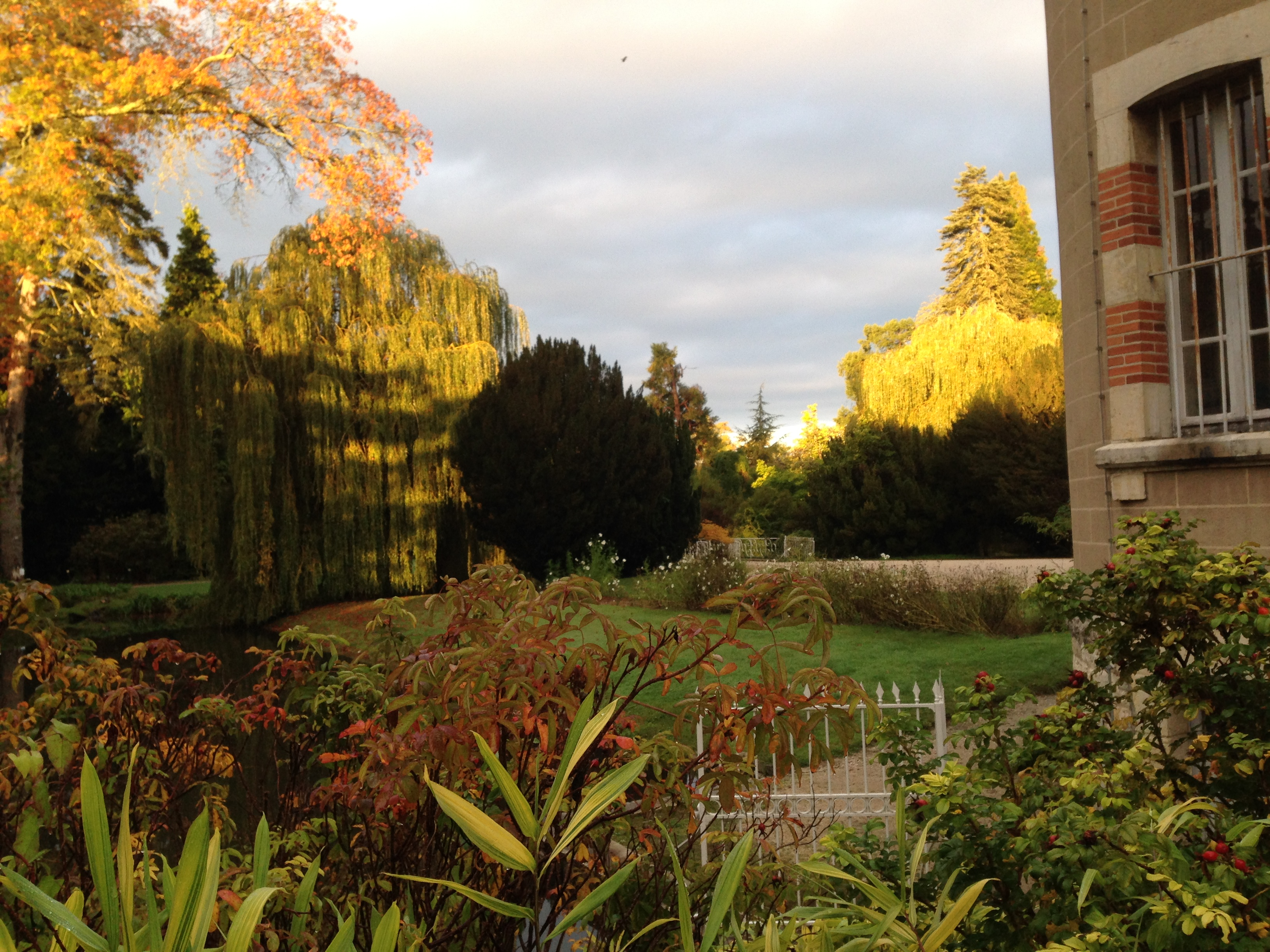
Le parc en automne

Installé sur un sol argilo-siliceux, très pauvre, il est à l’origine une terre de genêts à balais, d’où son nom de « Balaine ». Il fut créé et aménagé par Aglaë Adanson, fille du grand botaniste Michel Adanson et passionnée de botanique. Elle comptera en 1827 parmi les fondateurs de la Société d’horticulture de Paris (la future SNHF). Elle ne conserva que la partie la plus riche du domaine hérité de son père et se lança dans l’acclimatation d’espèces exotiques, à l’instar de Joséphine de Beauharnais, sa contemporaine, dans son domaine de la Malmaison à Rueil.
Le parc, qui est resté la propriété de la même famille depuis sept générations, a été classé monument historique en 1933. Il est ouvert au public de mars à novembre inclus.

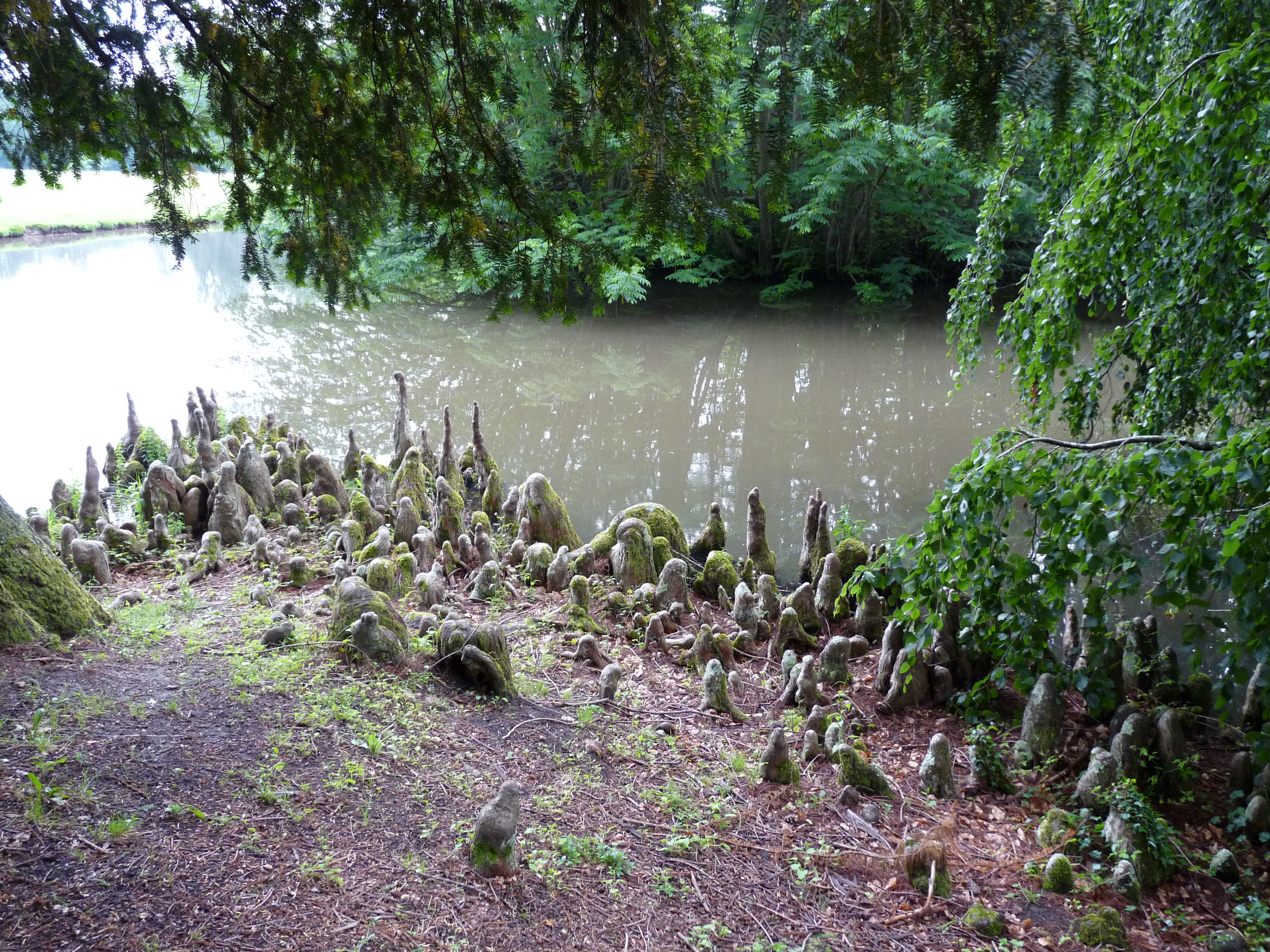
Au bord de l'eau, les pneumatophores des cyprès chauves

Parmi les arbres remarquables du parc, citons un séquoia géant (Sequoiadendron giganteum)  de 36 m, planté par Anacharsis, le deuxième fils d’Aglaë, en 1856, un séquoïa toujours vert (Sequoiadendron sempervirens) qui le dépasse de quelques mètres, un cyprès chauve originaire de Louisiane de 45 m planté en 1822, un tupelo (Nyssa sylvatica) de 30 m, etc. À noter que le parc possède toutes les espèces du genre Nyssa et qu’il a obtenu le label de « collection nationale » pour ce genre auprès du CCVS (Conservatoire des collections végétales spécialisées). 

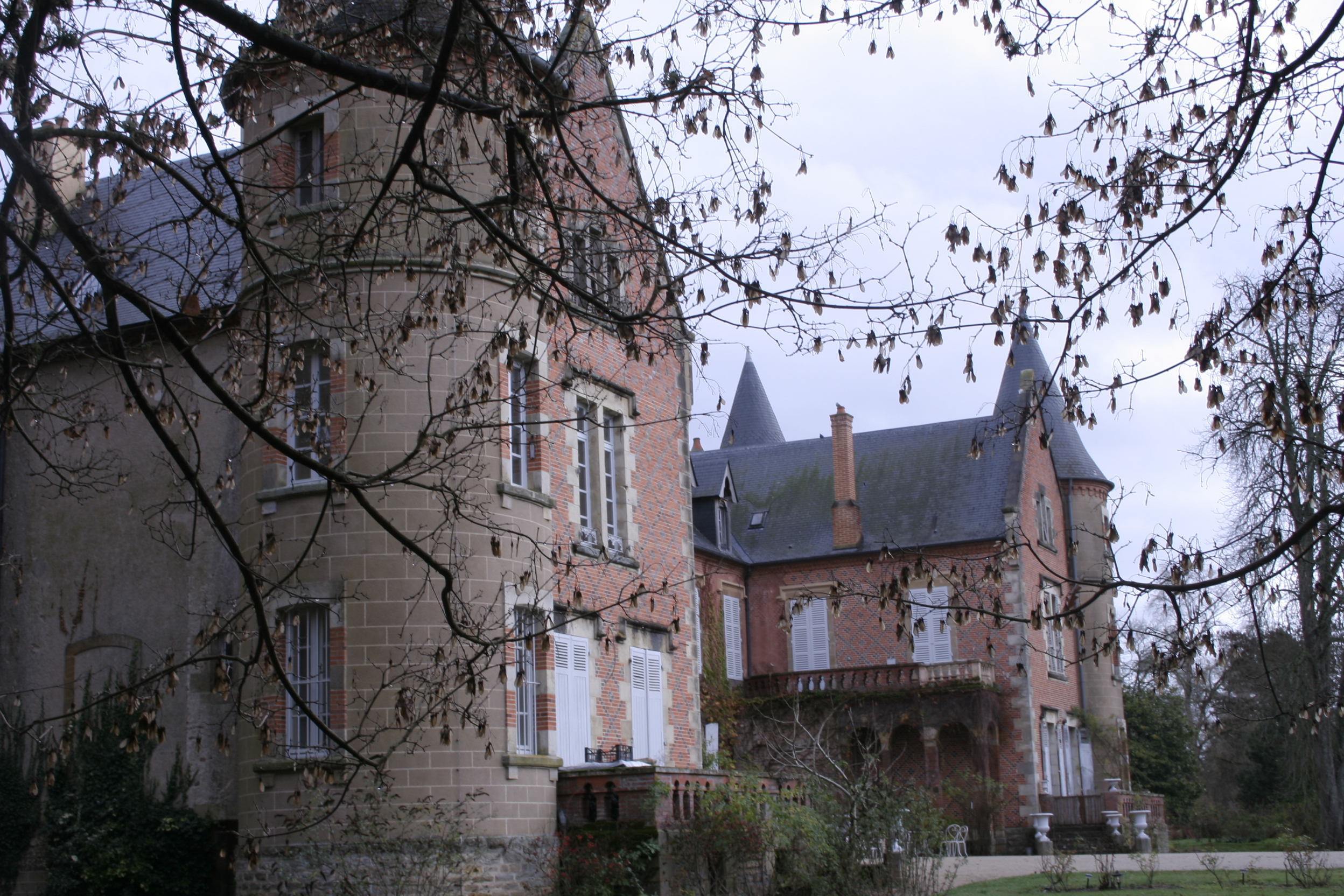
Château typiquement Bourbonnais en briques bichromes

Outre les arbres, le parc présente aussi de nombreux arbustes, des plantes grimpantes, des rosiers, des plantes vivaces, ainsi qu’un jardin potager. Au total le parc regroupe plus de 3000 taxons.

## Histoire

### Aglaë Adanson
Sa vie est connue en partie par les travaux d’A.Chevalier, qui datent de 1946 et ont été repris par tous les auteurs. Cependant, grâce aux documents communiqués par l’actuelle propriétaire, Louise Courteix-Adanson, par le MNHN et la SNHF, sa biographie a pu être révisée.

La famille Adanson (ou Andanson) est originaire d’Auvergne, de Saint-Pierre-Roche-Villejacques près d’Orcival où naît le grand-père d’Aglaë, Léger Adanson (1684-1749). Parti rejoindre la colonie auvergnate d'Aix-en-Provence où il devient écuyer de Monseigneur G. de Vintimille du Luc, il y fonde un foyer sous le nom d’Adanson, donnant une origine écossaise au patronyme de la famille, rappelant les jacobites présents en Provence au XVIIe siècle, mythe inculqué à ses descendants.

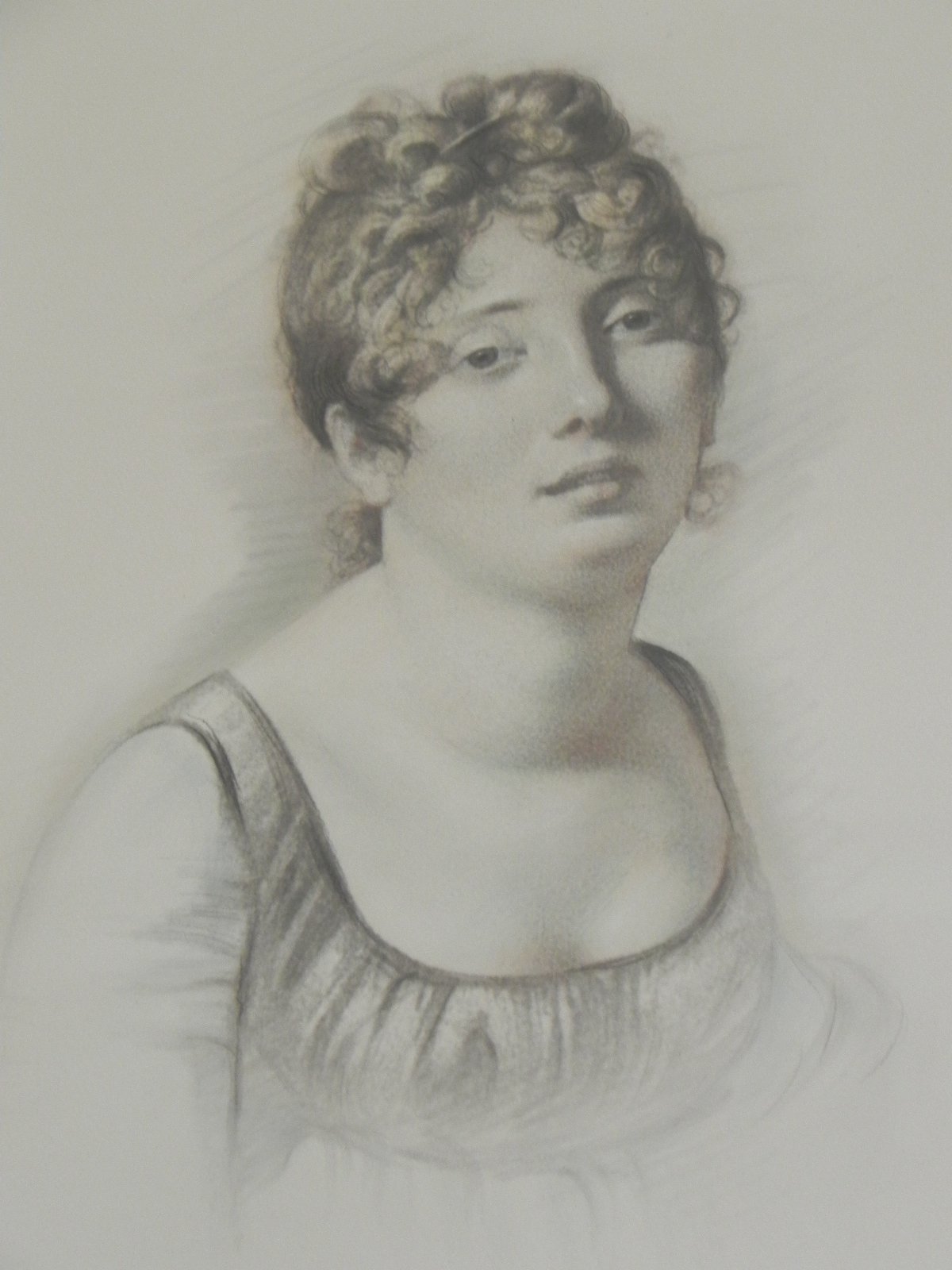
Aglaë Adanson

Le père d’Aglaë, Michel Adanson, membre de l’Académie Royale des Sciences et de l’Institut, né à Aix-en-Provence en 1727, a été le premier explorateur du Sénégal de 1749 à 1754, où il préconise la culture des plantes indigènes, puis assiste Bernard de Jussieu à Trianon de 1756 à 1772. Il est surtout l’auteur de l’histoire naturelle du Sénégal, Coquillages (1757) et familles des plantes (1763), ou il considère que tous les caractères des êtres vivants doivent être pris en considération, sans être subordonnés les uns aux autres comme préconisé aujourd’hui en phylogénie.
Michel Adanson publie dans plusieurs revues, dont les Mémoires de l’Académie royale des sciences, et dans les suppléments à l’Encyclopédie de Diderot (1776). Il fait des études inédites en astronomie, mathématique, météorologie en relation avec la phénologie des plantes de son jardin, physique et philosophie…lit Duhamel du Monceau, Duchêne, Olivier de Serres… et fait de nombreuses cultures expérimentales sur les melons, les fraises, les blés (bleds), les mûriers (mais détruits pendant la Révolution). Dans Familles des Plantes, il précise qu’il est indispensable de tenir compte des variations météorologiques et climatiques, de la nature des sols, du choix des variétés des espèces cultivées, de leur mode de propagation… Excellent enseignant, il a aidé le jeune botaniste A.-L. de Jussieu (1773). Mais il était homme " trop franc et trop rude dans cette franchise pour s’être concilié la bienveillance de ceux qui suivaient la même carrière et marchaient comme lui à l’illustration", et A.-L. de Jussieu sera son principal détracteur.

#### Une mère très présente
La mère d’Aglaë a reçu une solide éducation, surtout en anglais, lorsque M. Adanson décide de l’épouser en 1770 ; Jeanne Bénard a 16 ou 17 ans selon la tradition au XVIIIe siècle, et lui 42. Très jeune, Mme  Adanson aime évoluer dans les salons où elle rencontre de nombreuses personnalités et demande à vivre sur la rive droite de la Seine. Cependant son mari plus âgé et peu fortuné, est absorbé par ses recherches et "n’a plus de temps  pour s’occuper d’une famille", comme il le déclarera lors de son divorce (1785). Malgré tout, une profonde affection est toujours restée entre eux, et toute sa vie, Mme Adanson porte le nom de son mari ; le couple est toujours en accord pour l’éducation de leur fille. Dès leur séparation  en 1784, Mme Adanson vit avec sa fille dans l’hôtel particulier d’Antoine Robert Nazaire Girard de Busson, célibataire, riche propriétaire à Paris et à Tresnay en Bourbonnais, ayant des intérêts dans la Manufacture des Glaces. Portant beaucoup d’estime à Mme Adanson et aimant la petite Aglaë comme sa fille, il les héberge, les aide et les conseille toute sa vie.

#### Une enfant précoce
Aglaë est née le 27 mai 1775 à Paris. Jusqu’à 7 ans, elle vit au sien familial dans un milieu studieux. Enfant précoce, elle sait lire à 5 ans et écrire à 7. Son bonheur d’accompagner son père dans son jardin, lors des herborisations, surtout à Saint-Maur ou au Jardin du Roi, où elle  est présentée entre autres au jardinier Thouin. Elle garde un souvenir très ému de cette période heureuse de sa vie, assombrie par la sévérité extrême de sa mère. Mise au couvent à 7 ans, elle entre trois ans plus tard au Couvent des Dames du Clavaire, réservé aux jeunes filles destinées à mener une vie brillante de salons, où l’enseignement des auteurs classiques de la philosophie et des arts (dessin, peinture, musique, chant, danse) est privilégié.
Elle y restera jusqu'à son mariage et donc, à partir de 7 ans, n’a plus " jamais connu les doux liens de la famille". Mais sa forte personnalité et sa nature combative se sont développées.
Aglaë revoit son père tous les mois, avec un immense bonheur et de l’admiration. 
De début juillet 1791 jusqu’au cours du premier semestre 1792, elle fait un séjour à Londres (quartier de Chelsea) pour y apprendre la langue. Plus tard la même année (an I), âgée de 17 ans, elle est mariée à Joseph Eugénie Louis Margot de l’Espinasse, officier conventionnel. Pour cette occasion, Girard de Busson l’a dotée des revenus de son domaine de Tresnay à partager avec ses père et mère, et elle pourra disposer des terres comme si elle en était propriétaire. Cependant M. l’Espinasse se révèle être un homme peu recommandable et quelques mois après le 5 brumaire an III, le divorce sera prononcé à Mantes. Quelques années après, dans un courrier mélodramatique, il essayera de lui extorquer une assez grosse somme d’argent pour fuir à l’étranger.

#### Une période orageuse
De l’an III à l’an V, Aglaë Adanson lit Voltaire, Montaigne et J.J Rousseau, l’Émile surtout, ainsi que les philosophes Anacharsis, Platon, Plutarque, Sénèque… Durant toute la période révolutionnaire, surtout la Terreur, elle est inquiétée : « j’ai eu le courage héroïque ; j’ai bravé plusieurs fois la mort… ». Mais pendant le Directoire, elle mène la vie parisienne, profitant des réceptions, et fait la connaissance de Jean Baptiste Doumet. Royaliste, sous-lieutenant du régiment des Dragons, il démissionnera en 1796, pendant la période impériale, et deviendra négociant à Sète. Elle l’épouse le 17 frimaire an V (1795) à Paris 7e. Le mariage est fait sous le régime de la séparation de biens, J.-B. Doumet étant peu fortuné, Aglaë lui accorde une rente viagère de 3 000 livres. De ce mariage, naissent deux fils, Émile en l’an V et Anacharsis en l’an IX.
Cependant dès l’an VII, une certaine désunion apparaît dans le couple. Cette même année 1798, Girard de Busson fait l'acquisition du domaine de Balaine qu’il met au nom d’Aglaë, en tenant compte de son contrat de mariage. Le château avait été reconstruit en 1782, sur un bâtiment ruiné du XIVe siècle par Évezard, architecte à Moulins, qui en a conservé les bases, la tour nord et les douves.
Durant les ans VII à IX, la famille y séjourne parfois. Mais en 1799, Aglaë, constatant certains écarts de conduite de son mari, demande le divorce qui lui est accordé le 1er floréal an X, « pour cause d’incompatibilité d’humeur et de caractère », selon les termes employés dans le code civil du 21 septembre 1791, lorsqu’une femme n’a rien à se reprocher. Selon la législation, elle a la garde de ses enfants jusqu’à 7 ans, le père étant libre de les reprendre ensuite. Elle conserve son nom de Mme Doumet jusqu’en 1808, puis reprend son nom d’Adanson. Son mari demande parfois à reprendre la vie commune, mais elle refuse. En 1804, un accord est trouvé pour l’éducation des enfants pris en charge par les deux parents. Grâce à l’intervention de la mère d’Aglaë, les petits-enfants de M. Adanson, membre de la Légion d’honneur (10 déc.1803) et reçu par le Premier Consul, sont admis au Collège impérial où ils font de brillantes études.

#### Vie et difficultés à Balaine
Depuis son divorce, Aglaë vit le plus souvent à Balaine et séjourne plus rarement à Paris. Elle écrit régulièrement à ses parents dont elle a des nouvelles, par l’intermédiaire de Girard de Busson pour sa mère, et, jusqu’à son départ pour l’ambassade de France en Orient, par son cousin Charles pour son père chez qui il vit.
En 1804, définitivement installée à Balaine, Aglaë décide d’aménager un parc derrière le château. Le futur arboretum prend ainsi naissance. Il a la forme d’un long couloir. Qu’importe, il faudra échanger des terrains pour l’élargir. Anacharsis, aidé de sa mère, s’en chargera après 1840.
Évidemment, à ses débuts, elle connaît des difficultés, surtout avec la gestion de ses terres, au moment où son père décède, le 6 août 1806, isolé de tous et oublié des scientifiques.
Sa mère héritera de tout ce que M. Adanson n’aura pas légué à ses fidèles serviteurs : ses collections, sa bibliothèque, ses notes inédites… En 1806, elle confiera le manuscrit de la seconde édition des Familles naturelles des Plantes à A. du Petit-Thouars du Muséum pour la publication, mais rien ne sera fait.
À Balaine, le château nécessite d’importants travaux de restauration et Aglaë vit dans une  ferme voisine. En 1811, ses proches découvrent que, tant en ce lieu qu’à Paris, elle cohabite depuis plusieurs années avec Pierre Hubert Descotils, architecte. Elle en a même un enfant, Anthénor Hubert, né le 23 septembre 1808 à Yzeure et reconnu par son père qui, seul ayant droit sur l’enfant selon les lois du XIXe siècle, l’élève à Vire.
Le 4 février 1812, le fidèle ami de toujours Girard de Busson décède à Paris, après avoir désigné Mme Adanson et Aglaë comme ses légataires universels. Lorsque sa mère s’éteint à son tour le 7 juin 1821, son neveu Alexandre Adanson, hébergé chez elle, hérite du cabinet et des collections de son oncle ; il se chargera de l’édition de deux des ouvrages restés inédits (1845, 1847) et de la réalisation d’une statuaire pour Aix-en-Provence et Paris. Par ailleurs, Aglaë a pu disposer de l’ouvrage Familles des plantes de son père, que A. L. de Jussieu a fait tomber en désuétude.    

#### Une période très productive
Dès 1798, Aglaë crée un potager avec une bonne production d’asperges, qu’elle adore, et un verger pour avoir des fruits toute l’année. Elle lit beaucoup d’ouvrages sur l’agronomie, les flores, l’élevage des animaux…Mais malgré ses connaissances, elle fait de dures expériences, affrontant les rigueurs du climat : on est au petit âge glaciaire des climatologues ! En 1811, elle perd ses fruits et légumes par le gel et la neige tardive.
Pour son jardin, elle achète des plantes d’agrément très florifères, dessine un parc à l’anglaise, à la mode depuis 1772, fait des travaux de curage des douves, de terrassement pour drainer le sol riche en sources qu’il faut canaliser, défriche en conservant les arbres spontanés les plus remarquables, met en place des coupe-vent…
Elle plante très vite des arbres remarquables dans son premier parc, comme un platane d’Orient, des Taxodium, des chênes et des noyers américains (dont elle se fait expédier des semences par F.A Michaux, explorateur en Amérique du Nord), et obtient des graines par le Muséum grâce à Mrs Thouin et Bosc . 
Elle fait l’acquisition d’arbres et de semences chez Cels, Audibert, Fromont, Vilmorin…
Elle pratique également des échanges avec son fils aîné, créateur d’un jardin botanique à Sète dans les années 1820, qui se fournit chez Cels à Montrouge.
Ses échecs, ses difficultés, ses expériences…tout est régulièrement consigné dans des cahiers, et publié chez Audot (Paris), en 1821 dans Le Bon Jardinier, et Campagne de l’Encyclopédie des Dames vendue par souscription. Elle y explique comment gérer une maison, donne des recettes de cuisine, enseigne l’art de réaliser un parc, un potager, un verger, une collection de végétaux tempérés ou chauds qu’il faut multiplier, comment construire une serre, tenir compte de la météorologie, de la nature du sol…des chapitres qui en rappellent certains des Familles des Plantes de son père qui l’ont beaucoup influencée pour ses travaux. Elle dispose d’ailleurs d’une très riche bibliothèque.

#### Un succès confirmé
Le succès est immédiat : Aglaë reçoit une médaille d’or et le livre d’Olivier de Serres (édition de 1804) par la Société centrale d’Agriculture de Paris. Une deuxième édition augmentée est en 1825, comprenant la liste des espèces du parc de Balaine, puis une troisième en 1830 ou l’éditeur adjoint un portrait très féminin d’Aglaë de 1810, gravé par Geoffroy.
Une quatrième édition en 1836 comprend un supplément et les Pensées fugitives parus en 1839. Dans la cinquième, en 1845, elle précise qu’elle est la fille de Michel Adanson (c’est l’époque où son cousin Alexandre réédite les travaux de son oncle). Une sixième édition, posthume, sortira en 1852, mais les derniers chapitres sont une reprise de celle de 1845, car Aglaë décédera alors qu’elle en corrigeait les épreuves.
Entretemps, elle a publié une nouvelle édition des Pensées fugitives (1845) puis un fascicule sur l’Éducation des Enfants à la Campagne (1852). De plus, elle est l’auteur de différents articles dans les bulletins de Sociétés d’Horticulture.
En 1827, Aglaë Adanson est l’un des membres fondateurs de la Société d’Horticulture de Paris, la future SNHF, membre également des Sociétés d’Horticulture de Nancy, d’Angers, de Lille, de Rouen, d’Auvergne, de Londres, ainsi que la Société d’Agriculture de Moulins sur Allier.
D’après ses ouvrages, l’enrichissement du parc de Balaine aura été régulier pendant vingt années, passant de quelque 800 espèces en 1825, à presque 2000 en 1845.

#### Les successeurs de la dame de Balaine
Très estimée, très généreuse, Aglaë fut surnommée la Dame de Balaine. Après son décès, le 26 mars 1852, Anacharsis, juge de la paix à Moulins, resté célibataire et vivant à Balaine, a pris totalement en charge le parc dont il s’occupait déjà en partie. Il n’a cessé d’augmenter les collections, notamment par des conifères, et introduit l’igname. Son frère aîné, Émile, polytechnicien, officier de l’armée de Napoléon, puis négociant à Sète dont il a été maire ainsi que le fut son père, député de l’Hérault, revenait peu souvent à Balaine. Mais sensibilisé à la biologie tout enfant par sa mère, il fut naturaliste et grand collectionneur (herbier, maintenant en Angleterre, coquillages…), membre de nombreuses sociétés de France (botanique, malacologie, agriculture…) et de Londres (horticulture).
En 1855, il hérite de toutes les collections de son grand-père, Michel Adanson. Afin de créer un important musée d’histoire naturelle, regroupant ces dernières et les siennes, il fit l’acquisition d’un herbier, de coquillages divers auprès de Germain de Saint-Pierre.
De son mariage avec la nièce de Lacépède, naît en 1834 son fils Paul-Napoléon Doumet-Adanson. Également naturaliste, ce dernier sera connu pour ses travaux d’entomologie, de conchyliologie (étude des coquillages), de botanique sur les forêts de Corse, ainsi que pour sa protection du Pin laricio et ses missions en Afrique du Nord avec le Muséum.
À la fin des années 1870, il s’installe à Balaine, construit la chapelle, des serres, le musée pour abriter les collections de quatre générations, augmentées de celles du frère de Michel, J.-B. Adanson, égyptologue, et d’Alexandre. 
Sa fille unique Louise épouse Guillaume de Rocquigny-Adanson qui fait des observations sur les arbres et insectes du parc. Son fils Hugues réaménage les alentours du château. Lorsque Guillaume, son plus jeune fils lui succède, de très nombreux travaux de restauration sont nécessaires. Louise Courteix-Adanson, fille de Guillaume, enrichit à son tour l’Arboretum, maintenant âgé et périodiquement victime des tempêtes, du gel et des grandes sécheresses.

## À la découverte des arbres remarquables de Balaine
Situé en Bourbonnais, dans la vallée de l’Allier, le parc n’a qu’un sol pauvre, silico-argileux ou à peine calcaire : une vraie terre à genêts à balai qui lui vaut ce nom de "Balaine". L’Arboretum pur chef-d’œuvre du XIXe siècle, dont le tracé n’a jamais été modifié depuis sa création, est ouvert au public et chacun peut en découvrir les richesses et leurs reflets dans les miroirs d’eau.

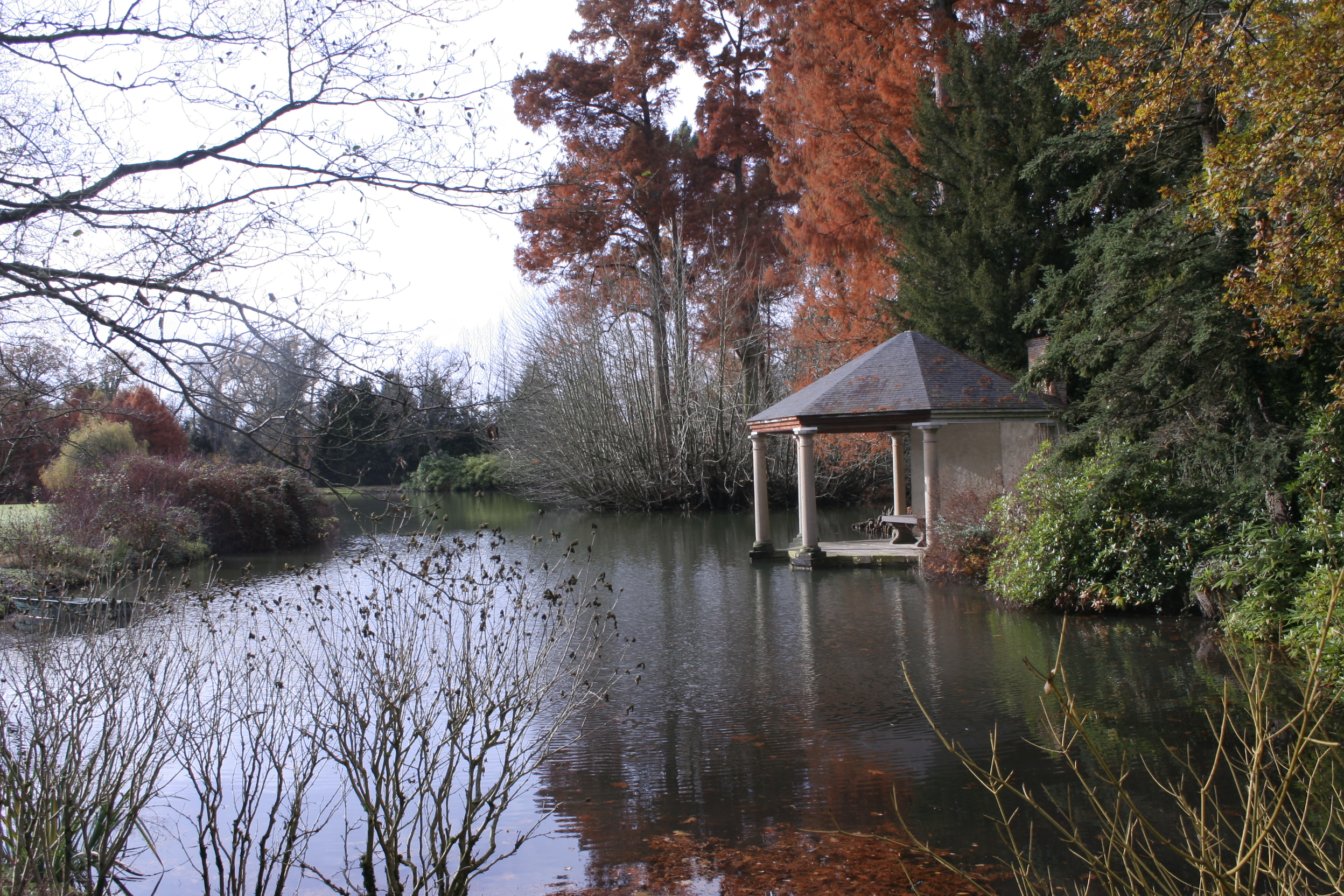
Le kiosque

En franchissant la grille d’entrée, le visiteur est au milieu d’une vaste pelouse bordée à gauche par un étang agrémenté en son centre par l’ "Ile Amélie" peuplée de cyprès chauves et de Pterocarya du Caucase donnant des teintes automnales rouille et or. Cette pièce d’eau se rétrécit et se termine par une fabrique, le "lavoir à colonnes".
L’allée qui traverse la pelouse sinueuse dès le départ, de sorte que le château n’apparaît que peu à peu au détour d’une avancée boisée, soulignée d’une lisière de magnolias et de pommiers d’ornement. On accède à la cour d’honneur pour entrer dans la salle d’accueil qui remplace l’ancien porche de ce bâtiment de briques bichromes depuis 1850. Après avoir consacré quelques instants à la salle d’exposition retraçant la vie d’Aglaë, et 200 ans d’histoire du parc, la traversée de la cour d’honneur permet d’accéder à la visite de l’Arboretum situé principalement sur la face arrière du château.

### Passage des sentinelles
De chaque côté de l’allée, deux très vieux Sophora pleureurs se présentent comme deux sentinelles, puis on aborde à gauche l’un des vétérans du parc, le sapin d’Espagne (Abies pinsapo), l’un des premiers pieds introduits, planté par Aglaë vers 1839. Malgré sa sensibilité aux froids, il a bien résisté aux hivers et ouragans, pour atteindre plus de 35 m avec une circonférence de 4 m.

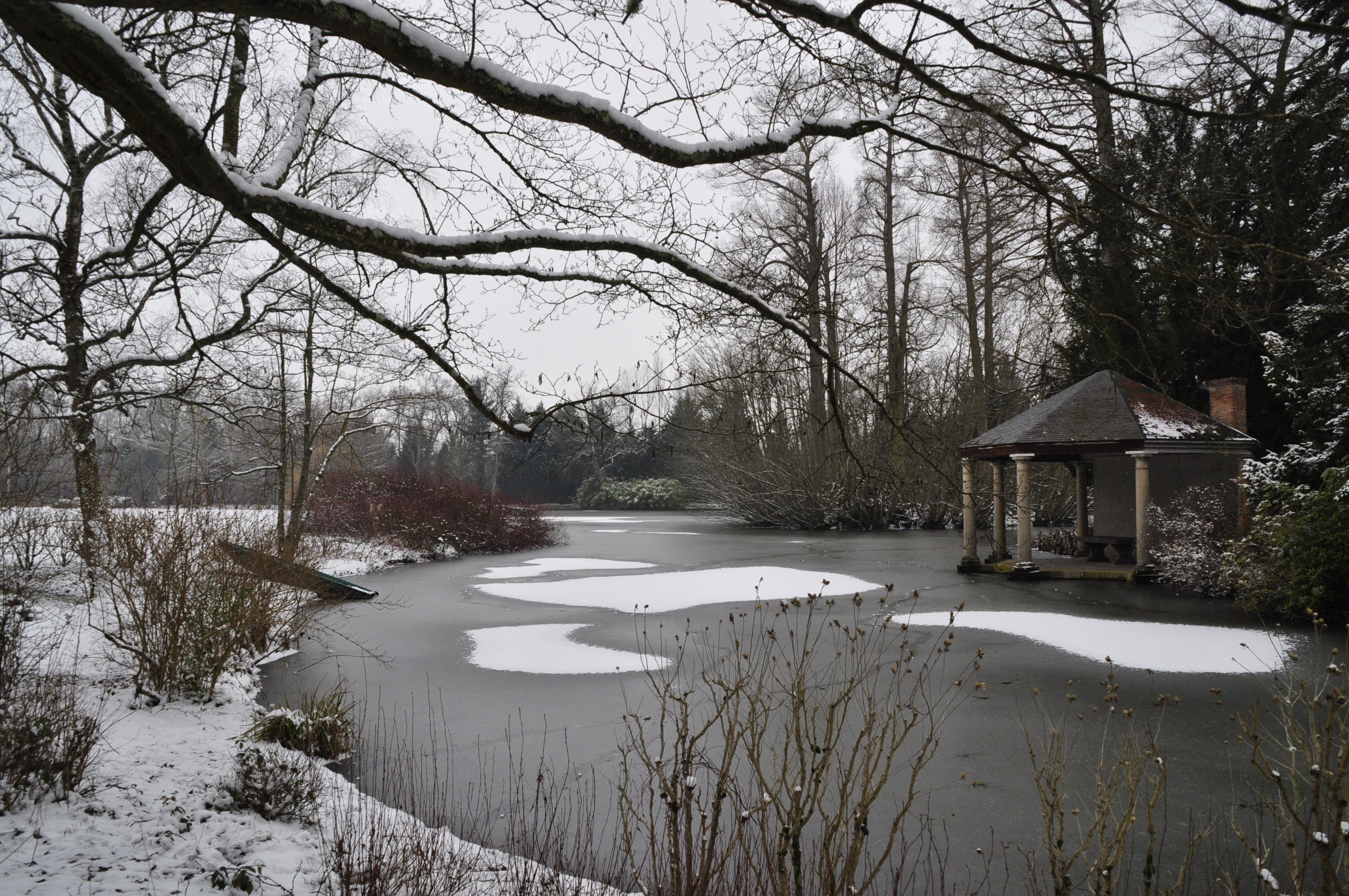
Le kiosque en hiver

Après la grotte, d’anciens parterres accueillent des vivaces pour une petite partie, et pour le reste des arbres et arbustes, tels des érables du Japon (plusieurs cultivars d’Acer palmatum) et des conifères de petites dimensions, dont des ifs à petites feuilles (Taxus baccata' Adpressa').
À l’intersection avec l’allée Adanson (dédiée à Michel Adanson), se trouvent à gauche contre les douves, le marronnier lacinié (Aesculus hippocastanum ' Laciniata'), à droite, le magnolia (Magnolia grandiflora' Treyviana'), avec ses feuilles persistantes ondulées et sa floraison estivale remarquable. Le passage sous la voûte de l’ancien musée permet de présenter des coupes de bois prélevées sur les arbres déracinés par la tempête de novembre 1982, aussi dévastatrice que celle de décembre 1999. 
Sur le mur arrière de l’orangerie et le long du château, une collection de lierres, à feuilles de formes et panachures variées, est cultivée en association avec un hortensia grimpant (Hydrangea petiolaris), une glycine de Chine à fleurs blanches (Wisteria sinensis ' Alba') et une vigne à fruits bleu turquoise (Ampelopsis brevipedunculatavar maximowiczii).   

### Des arbres géants
L’allée à angle droit, qui permet de s’éloigner des bâtiments, est bordée d’épicéas d’Orient (Picea orientalis), espèce intéressante comme brise-vent en bordure des grandes propriétés.
À la fin de cette allée, se trouvent d’un côté une ligne de genévriers de Virginie (Juniperus virginiana), dont l’un atteint 16 m, de l’autre le canal longeant le mur du musée. À son extrémité, un faux-thuya (Thujopsis dolabrata) à feuillage plus large que le thuya, a malheureusement été écimé par la dernière tempête.
Cheminant toujours sur l’allée principale, le regard se porte sur un très vieux Pterocarya du Caucase (Pterocarya fraxinifolia). Il est conseillé pour fixer les talus, mais cet avantage peut devenir un inconvénient lorsque comme ici, en sol humide, il rejette abondamment. C’est un arbre proche des noyers par son feuillage composé et sa floraison, mais bien distinct par son fruit.
Un peu plus éloigné de l’allée, le Parrotia de Perse est remarquable par ses multiples troncs, sa floraison précoce et discrète, et surtout ses coloris d’automne spectaculaires, allant du jaune clair au rouge sombre en passant par l’orange et le cramoisi.
De splendides copalmes et tulipiers d’Amérique se trouvent dans les massifs environnants. Au ras de l’allée, domine un imposant séquoia géant (Sequoiadendron giganteum), peut-être le plus haut du parc avec ses 36 m, planté en 1856 par Anacharsis. Cependant, il n’a pas encore atteint le plafond végétal de l’Arboretum, qui doit être de 46 m avec certains pins et cyprès chauves mis en place par Aglaë.

### Des sujets remarquables
Les formes cristées de Cryptomeria du Japon (C. japonica ' Cristata') peuvent retenir l’attention. Ce sont des anomalies de croissance : des tiges s’aplatissent et s’élargissent en restant couvertes de courtes aiguilles. Elles sont plus ou moins esthétiques, selon leur répartition et les individus !
L’érable de David (Acer davidii), découvert par le père David, missionnaire botaniste, dans les montagnes à « Moupine dans le Thibet oriental » (aujourd'hui Baoxing, à l'ouest de Chengdu en Chine), a été introduit en France grâce aux graines envoyées par le père Farges, un autre missionnaire botaniste qui a aussi fait beaucoup pour la connaissance de la flore chinoise.
Également d’origine asiatique, le noyer " de Dode" (Juglans thioletensis Dode) a été obtenu par Dode. Ce dendrologue oublié, introducteur et spécialiste des Juglans, Platanus, Populus et Sorbus, est décédé dans l’Allier non loin de Balaine en 1943.
Le plaqueminier de Virginie (Diospyros virginiana) est moins connu que celui du Japon, car ses exigences écologiques sont plus précises.
Le magnolia parasol (Magnolia tripetala) à port étalé, avec ses grandes feuilles, et plus rustique que M. macrophylla, est entouré d’une spirée (Sorbaria sorbifolia) drageonnant beaucoup, mais intéressante pour sa floraison estivale en longs panicules érigés.
Le micocoulier de Virginie (Celtis occidentalis), moins exigeant en chaleur que celui de Provence, ne passe pas inaperçu avec son écorce verruqueuse.
Le pavier blanc (Aesculus parviflora), drageonnant fortement à Balaine, est un marronnier nain à la floraison estivale en thyrses érigés, blancs, d’une trentaine de centimètres.

### Vers la "cabane bouleau"

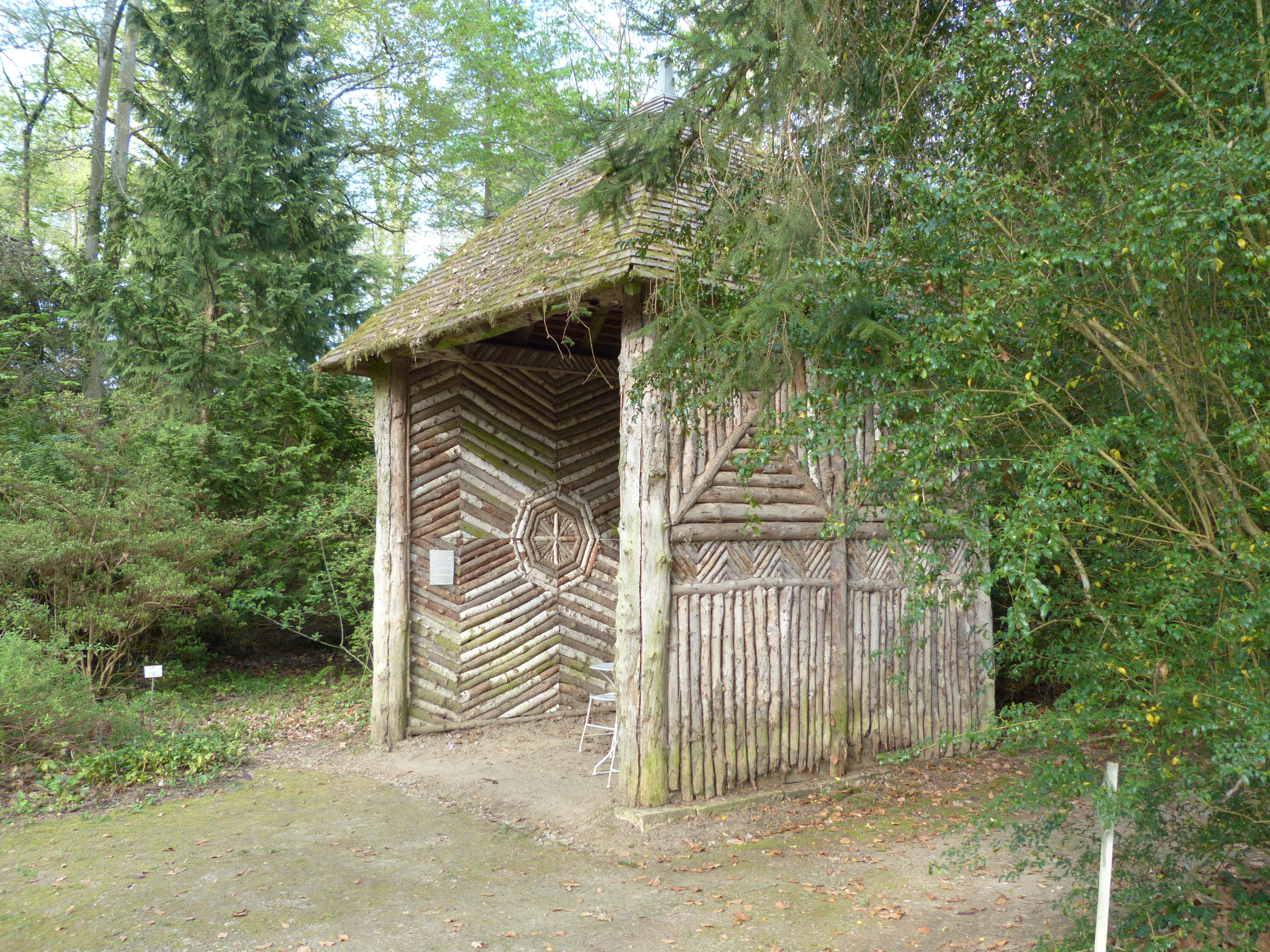
La cabane en rondins de bouleau

Avant d’arriver à la cabane en rondins de bouleau, l’une des fabriques du Parc, il y a un chêne à tronc élancé, le chêne chevelu (Quercus cerris) de "Bourgogne" ou "de Turquie", rare à l’état spontané. Le bord de ses feuilles est denté comme les dents d’une scie et la cupule du gland entourée de longues bractées.
Devant cet abri, trois beaux arbres peuvent être observés : le tulipier, le Cercidiphyllum et le noyer d’Amérique. Le tulipier (Liriodendron tulipifera 'Integrifolium'), qui n’existerait que dans cet arboretum, est original par ses feuilles dépourvues de sinus latéraux. Avec ses 20 m, le Cercidiphyllum du Japon serait l’individu le plus haut d’Europe : planté non loin d’une pièce d’eau, cet arbre peut exprimer, les années humides, une vaste gamme de coloris à l’automne, jaune doré, rose,  écarlate… Le noyer d’Amérique est un Carya, distinct du noyer noir d’Amérique qui est un Juglans. Le genre Carya est bien représenté à Balaine, par les quatre espèces C.glabra, C.ovata, C. tomentosa, C. laciniosa, et de nombreux semis naturels, ce qui est rare dans la plupart des arboretums.
Près du petit point d’eau qui assure toute sa vigueur au Cercidiphyllum, mais sur la berge opposée, une Aracée, Lysichiton americanus, retient le regard avec ses spathes d’un jaune pâle, très lumineux.
Les amateurs de cornouillers, de viornes et d’érable japonais doivent prendre l’allée de droite. Plus loin, le groupe de Cunninghamia (C. lanceolata) a été planté par Aglaë. Ce conifère persistant à allure d’araucaria est exigeant : ici, il semble souffrir d’un excès d’humidité dans le sol. De place en place, le sapin commun (Abies alba) est reconnaissable à son tronc gris argenté, dépourvu de branches basses. Comme beaucoup de sapins, il est sensible aux sècheresses estivales.

### Collection nationale de Nyssa
Après le massif de faux-cyprès (Xanthocyparis nootkatensis et Chamaecyparis lawsoniana), un magnifique pin de Corse, de rectitude parfaite et dépassant les 35 m, domine la végétation.
À droite d’une petite pièce d’eau, un bosquet de lauriers des Iroquois (Sassafras albidum) montre un curieux feuillage, diversement lobé sur un même individu. Les feuilles froissées exhalent un parfum d’oranger et de vanille.
Plus loin, au milieu de nombreux rejets, le Tupelo (Nyssa sylvatica), sans doute planté par Aglaë, dépasse les 30 m. C'est l’un des plus beaux arbres avec ses coloris automnaux : jaune, orange, rouge et pourpre. Le parc possédé actuellement toutes les autres espèces du genre, ayant ainsi permis d’obtenir le label " Collection nationale " auprès du CCVS ( Conservatoire des Collections Végétales Spécialisées). Les célèbres pépinières anglaises Hillier, fournisseurs de la Couronne britannique, préféraient, au siècle dernier, les graines des Nyssa de Balaine à celle d’origine américaine, leur reconnaissant une meilleure faculté germinative.
Avant la passerelle blanche, endroit préféré d’Aglaë, le cyprès chauve de la Louisiane planté avant 1822 est l’arbre le plus spectaculaire de l’Arboretum : il est dédié à l’amitié comme en témoigne la plaque d’origine apposée sur le tronc. Au pied de ce géant de 45 m de haut, deuxième arbre du parc par ses dimensions, émergent de nombreux pneumatophores, véritable réserves aériennes pour les racines installées dans les sols inondés.  

### Une situation privilégiée
Après avoir franchi la passerelle, on distingue à distance l’arbre aux pochettes (Davidia involucrata), décoratif en mai- juin avec ses grandes bractées florales blanches, pendant comme des mouchoirs. Un noyer d’Amérique (Carya ovata =C. alba) indique l’allée vers le château. Parmi les divers arbustes qui suivent, un houx (Ilex verticillata) à feuilles caduques porte de nombreuses drupes rouges, persistant l’hiver et utilisées en décoration florale.
Un jeune Araucaria araucana, près de cette fausse rivière, prouve qu’il résiste aux hivers du Bourbonnais à condition d’avoir une humidité permanente. Il est encore trop tôt pour savoir si l’arbre sera male ou femelle. Les cornouillers de Floride (Cornus florida) jouissent d’une situation privilégiée plein sud, près du bras d’eau qui rejoint la douve nord du château ; le cultivar Rubra présente des masses florales rose au printemps et un feuillage rouge violacé à l’automne. Le Photinia davidiana (= Stransvaesia davidiana) est un arbuste un peu oublié représenté ici par son cultivar panaché, avec quatre atouts : la persistance du feuillage, la couleur des feuilles, son abondante fructification hivernale sous forme de petites drupes rouges et une certaine résistance à l’ombre.
En se rapprochant du château, un pin sylvestre fastigié et un cultivar compact montrent la diversité des formes ou des ports existant dans beaucoup de genres d’espèces. 

### Des grimpantes exceptionnelles
Un vieux tilleul argenté et pleureur (Tilia Xpetiolaris) rappelle que si le genre est un peu représenté ici, il est bien présent : il s’agit peut-être de l’un des premiers pieds introduits d’Europe centrale.
Un pin japonais ou pin blanc (Pinus parviflora) montre son feuillage frisé, glauque, à cinq aiguilles par graine ; il est considéré comme l’un des pins les plus ornementaux pour les jardins de surface modeste. Un autre pin japonais à port globuleux (Pinus densiflora 'Umbraculifera') est appelé pin rouge, en raison de la couleur de son écorce identique à celle des pins sylvestres.
Un autre cultivar de Cryptomeria du Japon (C. japonica 'Viminalis') présente des ramifications en touffes aux extrémités des pousses annuelles. Elles rappellent l’art topiaire prisé par les Japonais, mais il s’agit ici de mutations naturelles.
Devant la façade du château, l’attention est attirée au printemps par les magnolias, en automne par les érables japonais. Une glycine grimpant dans un houx est un inhabituel, qui montre que les arbustes peuvent être utilisés pour supporter des plantes grimpantes.
De part et d’autre de la terrasse arrière, s’épanouissent des hortensias et une collection d’arbustes à feuillage persistant et panaché. S’élevant à plus de 10 m, une bignone occupe une partie de la façade (Bignonia capreolata). À son feuillage persistant s’ajoutent des fleurs en entonnoir orange rougeâtre, au parfum de chocolat pendant l’été. Dans cette situation abritée, elle résiste aux hivers de Balaine.

### Quelques spécimens de très grande taille

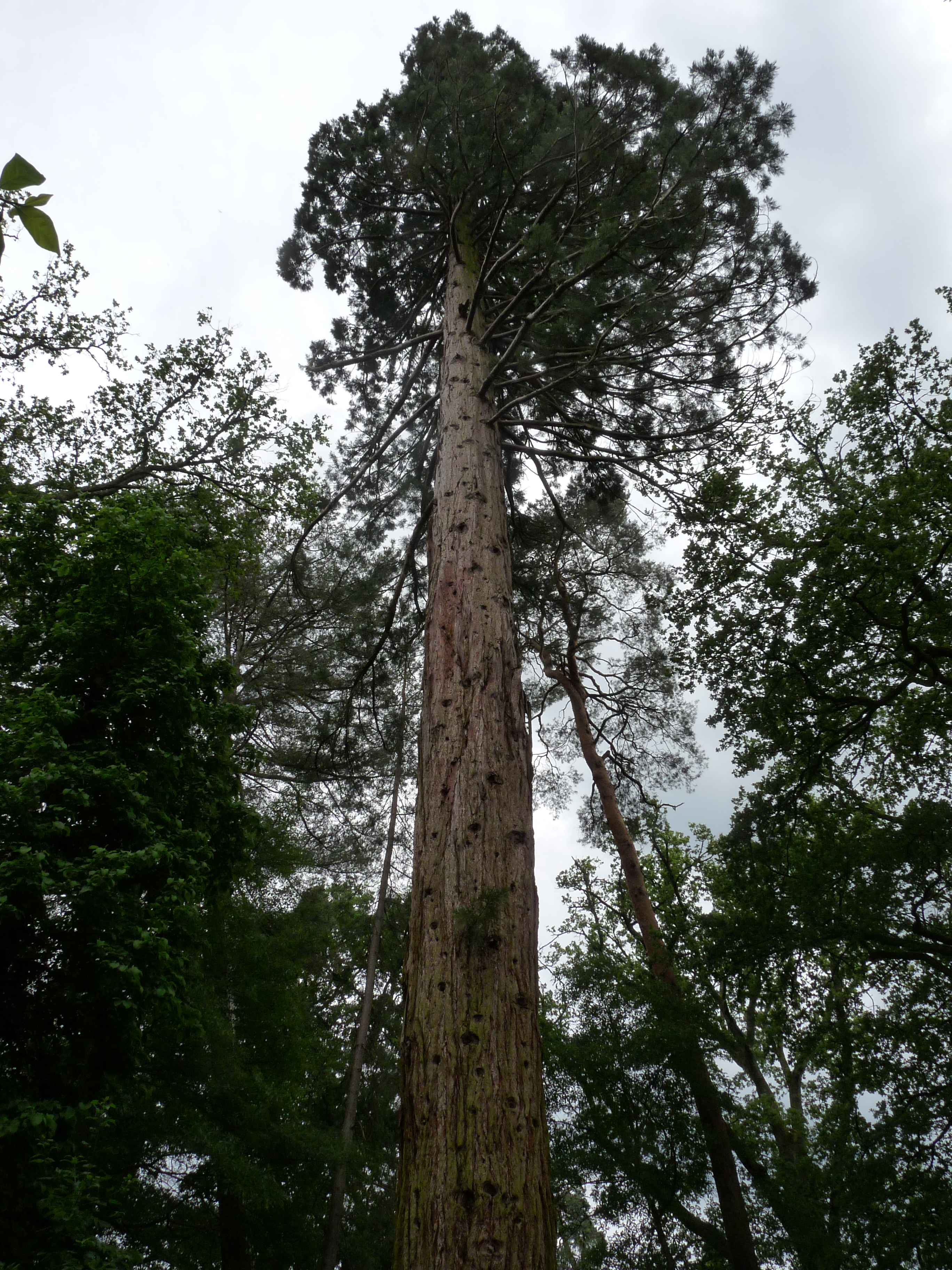
Sequoia géant

En franchissant le bras d’eau qui alimente la douve nord du château, on découvre un tulipier de plus de 35 m, intéressant par sa coloration automnale, ainsi qu’un véritable platane d’Orient (Platanus orientalis), planté par Aglaë, qui se reconnaît aux feuilles bien découpées presque digitées.
À l’approche du lavoir à colonnes, la zone humide occupée par les remarquables touffes de cornouillers à bois jaune (Cornus sericea 'Flaveramea'= C. stolonifera 'Flaveramea'). Les paysagistes les associent pour les décorations hivernales à ceux à bois orange, rouge corail ou rouge violacé foncé.
Avant d’arriver au pont de la cour d’honneur, un ensemble de conifères sur la gauche est dominé par un Sequoia sempervirens (redwood) toujours vert. Cet arbre ouest-américain dépasse le séquoia géant de quelques mètres, atteignant jusqu’à 112 m en Californie.
Deux cèdres à encens (Calocedrus decurrens), appelés ainsi en raison de l’odeur du feuillage et du bois, sont aussi de taille respectable. Ce groupe de conifères se termine par un sapin du Caucase (Abies nordmanniana), dont le feuillage a d’inhabituels reflets bleutés.
Près du pont, deux feuillus peu courants sont installés de longue date : un pavier jaune (Aesculus flava= A. octandra) à fleurs jaunes en mai – juin, et un févier pleureur, gracieux par la finesse de son feuillage (Gleditsia triacanthos 'Bujotii').
Ce parcours principal se termine au pont qui sépare la cour d’honneur de la grande allée d’arrivée : on y admirera de chaque côté de la balustrade une bignone (Campsis x tagliabuana 'Mme Galen'), renommée pour sa floraison estivale en grandes trompettes rose abricot.

## Valorisation du patrimoine
Pour profiter pleinement de ce cadre reposant, 5 chambres d'hôtes sont à louer. Elles sont classées 4 épis Gîtes de France et ont été sélectionnées par le Figaro Magazine pour figurer dans leur guide des 300 plus belles chambres d'hôtes.
Un marché aux plants et aux plantes consommables et culinaires se déroule en mai à l'arboretum.